# Jujuy (métro de Buenos Aires)
Pour les articles homonymes, voir Jujuy.
Jujuy est une station de la ligne E du métro de Buenos Aires. Elle est située à l'intersection des avenues Avenida San Juan et Avenida Jujuy, dans le quartier de San Cristóbal de la ville de Buenos Aires, capitale de l'Argentine.
Elle est mise en service en 1944.

## Histoire
Elle est mise en service le 20 juin 1944. Elle fait partie du trajet d'origine de la ligne E.
La station est ornée de céramiques allégoriques se rapportant à l'Exode Jujénien (Exodo jujeño) et à la campagne militaire de l'Armée du Nord dans la province de Jujuy durant la guerre de l'Indépendance des Provinces-Unies du Río de la Plata. En 1997, cette station a été déclarée Monument Historique National par décret présidentiel.

## Services aux voyageurs

### Desserte
| Nord/Ouest                                           |  |         |  | Sud/Est                         |
| ---------------------------------------------------- |  | ------- |  | ------------------------------- |
| General Urquiza (en) vers Plaza de los Virreyes (en) |  | ligne E |  | Pichincha (en) vers Retiro (en) |
| modifier sur Wikidata                                |  |         |  |                                 |

### Intermodalité
Elle est en correspondance avec la station Humberto I de la ligne H , construite en 2006 et ouverte en 2007.